# 2006年の国際連合事務総長の選出
2006年の国際連合事務総長の選出は、2006年末を以て2期目の任期が満了するコフィー・アナンの後任の国際連合事務総長を選出するために2006年に行われた。7人の立候補者が正式に指名された。
7月24日から10月2日にかけて、安全保障理事会による非公式の事前投票が行われた。韓国の潘基文外相は、拒否権を持つ5つの常任理事国(P5)全ての支持を得た唯一の候補者として、当初からリードしていた。最終事前投票の結果、潘以外の候補者は全員辞退した。安全保障理事会は10月9日に正式な投票を行って潘を候補者として勧告し、総会は10月13日に潘を次期事務総長として選出した。

## 選出プロセス
事務総長の選出を規定する正式な規則はほぼ存在しない。唯一の指針となる文言である国際連合憲章第97条には、「事務総長は、安全保障理事会の勧告に基いて総会が任命する。」とだけ記されている。これは最低限の規定であり、プロセスの詳細は手続き規則や慣習によって補完されてきた。事務総長候補の勧告は安全保障理事会しか行えないため、常任理事国5か国(P5)は事務総長の選出に際して拒否権を行使できる。
事務総長の立候補の資格には、いくつかの非公式なルールがある。事務総長の任期は2期までとなっており、2期務めたコフィー・アナンは再選されない。また、前事務総長が2期（以上）務めた場合に、次の事務総長は前の事務総長とは別の地域グループ出身者とすることとなっているため、アフリカグループ出身者は選出されない。候補者は英語とフランス語の両方が流暢に話せると有利であるが、これは必ずしも強制されているわけではない。
安全保障理事会では、各候補者の支持率を測るために、非公開で事前投票を何回か実施する。その過程で勝利しそうな候補者が現れた場合、常任理事国の拒否権の行使の有無を確認するために、常任理事国の票がわかるようにした別の方式の事前投票が行われる。どの常任理事国からも拒否権を行使されず、9票以上かつ他の候補者よりも多くの票を獲得した候補者が、最も有力な候補者とみなされる。その後、安全保障理事会が正式な投票を行い候補者を1人に決定して総会に勧告し、総会が安全保障理事会の勧告を受け入れることを決議する。

## 背景
1971年以降、アジア出身の事務総長が誕生していないことから、候補者はアジア出身者になるだろうと広く予想されていた。多くの安保理理事国（拒否権を持つ中国を含む）は、アジア出身者のみを支持すると表明していた。
国際フェミニズム団体のイクオリティ・ナウは、これまでの事務総長が全て男性だったことから、女性事務総長の選出を求めるキャンペーンを開始した。そして、ヴァイラ・ヴィーチェ＝フレイベルガ、ルイーズ・アルブール、グロ・ハーレム・ブルントラント、タルヤ・ハロネンなど、18人の有能な女性を「サンプリング」した。また、ミャンマーのアウンサンスーチー、日本の緒方貞子、パキスタンのナフィス・サディク、香港の陳方安生（アンソン・チャン）、フィリピンのレティシア・ラモス＝シャハニなど、アジアにも事務総長にふさわしい女性が多くいることにも言及している。女性を事務総長にすることは、コフィー・アナンやアメリカのジョン・ボルトン国連大使などから支持されたが、国連加盟国からの指名を受けたアジア人女性はいなかった。

## 候補者
以下の7人の候補者が正式に国連加盟国からの指名を受けた。
| 正式な候補者 | 正式な候補者                       | 正式な候補者                       | 正式な候補者                       | 正式な候補者               |
| ------------ | ---------------------------------- | ---------------------------------- | ---------------------------------- | -------------------------- |
| 肖像         | 候補者                             | 地位                               | 指名国                             | 地域グループ               |
|              | 潘基文                             | 大韓民国外務大臣                   | 韓国                               | アジア太平洋グループ       |
|              | シャシ・タルール                   | 国際連合事務次長（広報担当）       | インド                             | アジア太平洋グループ       |
|              | ヴァイラ・ヴィーチェ＝フレイベルガ | ラトビア大統領                     | エストニア · ラトビア · リトアニア | 東ヨーロッパグループ (EEG) |
|              | スラキアット・サティアンタイ       | タイ副首相                         | タイ                               | アジア太平洋グループ       |
|              | アシュラフ・ガニー                 | カーブル大学学長                   | アフガニスタン                     | アジア太平洋グループ       |
|              | ザイド・ラード・アル・フセイン     | ヨルダン国連大使                   | ヨルダン                           | アジア太平洋グループ       |
|              | ジャヤンタ・ダナパラ               | 元国際連合事務次長（軍縮問題担当） | スリランカ                         | アジア太平洋グループ       |

この他にも、ビル・クリントン（元アメリカ大統領）、ジャン・クレティエン（元カナダ首相）、アンワル・イブラヒム（元マレーシア副首相）、ゴー・チョクトン（シンガポール上級大臣、元首相）、フィデル・ラモス（元フィリピン大統領）、ジョゼ・ラモス＝ホルタ（東ティモール首相）、アレクサンデル・クファシニェフスキ（元ポーランド大統領）、トニー・ブレア（イギリス首相）など、多くの名前がコメンテーターによって挙げられていたが、立候補はしなかった。これらのうち、ビル・クリントンとトニー・ブレアは、常任理事国の国民は事務総長になることができないという非公式ルールがあるため、立候補の資格はなかった。

## 選出
安全保障理事会は、7月24日、9月14日、9月28日、10月2日の4回にわたり事前投票を実施した。事前投票では、各理事国がそれぞれの候補者について、"encourage"（推奨する）、"discourage"（落胆する）、"no opinion"（意見なし）のいずれかの票を無記名で投じた。4回の事前投票では、いずれも潘基文が最多の「推奨」票を獲得し、シャシ・タルールがそれに続いた。
最終の10月2日の事前投票は、常任理事国が赤い投票用紙、それ以外の理事国が白い投票用紙で投票し、常任理事国の中に拒否権を行使する意思のある国があることがわかるようにして行われた。潘基文以外の候補者には、常任理事国からの「落胆」票が投じられた。アメリカはシャシ・タルールに「落胆」票を入れた。投票終了後、タルールは立候補を辞退した。中国の国連大使は記者団に対し、「今日の事前投票で、潘基文大臣が安全保障理事会が総会に推薦する候補者であることがはっきりした」と述べた。
ザイド・ラード・アル・フセインとアシュラフ・ガニーが10月4日に辞退した。10月5日にはスラキアット・サティアンタイとヴァイラ・ヴィーチェ＝フレイベルガも辞退し、残る候補者は潘基文のみとなった。
安全保障理事会は10月9日に正式な投票を行い、潘基文を次期事務総長候補とすることを総会に勧告した（安保理決議1715）。総会は10月13日に潘基文を次期事務総長に任命した。
| 候補者                             | 7月24日 | 7月24日 | 7月24日 | 9月14日 | 9月14日 | 9月14日 | 9月28日 | 9月28日 | 9月28日 | 10月2日 | 10月2日 | 10月2日 | 最終投票 |
| 候補者                             | E       | D       | N       | E       | D       | N       | E       | D       | N       | E       | D       | N       | 最終投票 |
| ---------------------------------- | ------- | ------- | ------- | ------- | ------- | ------- | ------- | ------- | ------- | ------- | ------- | ------- | -------- |
| 潘基文                             | 12      | 1       | 2       | 14      | 1       | 0       | 13      | 1       | 1       | 14      | 0       | 1       | 選出     |
| シャシ・タルール                   | 10      | 2       | 3       | 10      | 3       | 2       | 8       | 3       | 4       | 10      | 3 (1P)  | 2       | 辞退     |
| スラキアット・サティアンタイ       | 7       | 3       | 5       | 9       | 3       | 3       | 5       | 7       | 3       | 4       | 7 (2P)  | 4       | 辞退     |
| ジャヤンタ・ダナパラ               | 5       | 6       | 4       | 3       | 5       | 7       | 3       | 7       | 5       | 辞退    | 辞退    | 辞退    | 辞退     |
| ザイド・ラード・アル・フセイン     | 未指名  | 未指名  | 未指名  | 6       | 4       | 5       | 3       | 6       | 6       | 2       | 8 (1P)  | 5       | 辞退     |
| ヴァイラ・ヴィーチェ＝フレイベルガ | 未指名  | 未指名  | 未指名  | 未指名  | 未指名  | 未指名  | 7       | 6       | 2       | 5       | 6 (2P)  | 4       | 辞退     |
| アシュラフ・ガニー                 | 未指名  | 未指名  | 未指名  | 未指名  | 未指名  | 未指名  | 3       | 6       | 6       | 4       | 11 (3P) | 0       | 辞退     |

## 2011年の再選
事務総長は、常任理事国が拒否権を行使しない限り、2期目も再選されるのが通例である。潘基文は2011年に2期目に立候補し、他に立候補者は現れなかった。安全保障理事会は6月16日に非公式協議を行い、潘の再選に対し拒否権は行使されなかった。安全保障理事会は6月17日、満場一致で決議1987を採択し、潘事務総長を2016年12月31日までの2期目に推薦した。総会は6月21日に決議65/282を採択し、潘事務総長の再任を承認した:415。